# ザ☆YOSAKOI ソーラン祭り
『ザ☆YOSAKOIソーラン祭り』は、スーパーガリッシュ!が2005年の5月に発売したシングルである。名称通り、YOSAKOIソーラン祭りイリュージョンオフィシャルソングとなっている。

## 解説
- 作詞･作曲はつんく、編曲は高橋諭一による。

## 収録曲
1. ザ☆YOSAKOIソーラン祭り
2. おおきに。道端から・・・(すっぽんファミリーガリッシュ)
3. ザ☆YOSAKOIソーラン祭り (Chain Remix)
4. ザ☆YOSAKOIソーラン祭り (カラオケ)